# Calicnemis
Genre

Calicnemis est un genre d'insectes coléoptères européens, de la famille des Scarabaeidae, de la sous-famille des Dynastinae, de la tribu des Pentodontini.

## Liste d'espèces
Selon BioLib (24 avr. 2014)
- Calicnemis bahilloi Lopez-Colon, 2003
- Calicnemis bercedoi Lopez-Colon, 2003
- Calicnemis latreillii Laporte de Castelnau, 1832
- Calicnemis obesa (Erichson, 1841)
- Calicnemis sardiniensis Leo, 1985